# Kvaser
För tidskriften, se Kvaser (tidskrift).
Kvaser är i nordisk mytologi den klokaste av gudar och mjödets ursprungsväsen ("kvas" = starkt öl). 
Efter vanakriget sattes ett kärl fram mellan asarna och vanerna som båda släktena spottade i. Ur kärlet växte Kvaser fram, som påstods vara slugare och visare än andra gudar. Senare dödades Kvaser av dvärgarna Fjalar och Galar. De samlade upp hans blod i tre kar och blandade det med honung. Sedan bryggde de ett utsökt mjöd i kitteln Odrörer. Alla som dricker av mjödet får visdom och skaldekonstens gåva. (I Hávamál 107 uppges dock Odröre vara skaldemjödets namn.)